# Crepidium retusum
Crepidium retusum är en orkidéart som först beskrevs av Johannes Jacobus Smith, och fick sitt nu gällande namn av Dariusz Lucjan Szlachetko och Marg.. Crepidium retusum ingår i släktet Crepidium, och familjen orkidéer. Inga underarter finns listade i Catalogue of Life.